# Dexter (race bovine)
Pour les articles homonymes, voir Dexter.
La dexter est une race irlandaise de bovins.

## Origine
Elle provient du bétail noir de petite taille des Celtes. Elle a été sélectionnée au XVIIIe siècle au sud-ouest de l'Irlande par M. Dexter à partir de la kerry. Elle a été introduite en Angleterre en 1882. Son livre généalogique a été créé en 1900 en Angleterre et 1919 en Irlande. 
C'est une race à effectif très réduit. 

## Morphologie
Elle porte une robe uniformément noire (il existe des animaux à robe rouge sombre, plus foncée chez le mâle) avec de courtes cornes. C'est une race de petite taille. La vache mesure 92 à 107 cm au garrot pour 300 à 350 kg. Elle a une allure massive avec un tronc large et des pattes courtes.

## Aptitudes
Elle est classée mixte. Elle produit 2 500 kg de lait à 4,0 % de matière grasse et 3,5 % de taux protéique. C'est un rendement important rapporté à sa taille. La conformation de carcasse est bonne. Le squelette est fin et la viande marbrée de gras est d'une grande saveur. 
La vache est une bonne mère, fertile et de bonne longévité. Elle élève bien son veau avec un lait riche que l'on ne destine plus aujourd'hui qu'à ce seul usage. La quantité permet de nourrir deux veaux sans problème en cas de gémellité ou de mort d'une mère au vêlage. Les génisses sont précoces et peuvent être présentées au taureau dès 15 à 18 mois. Le vêlage aisé permet aussi le croisement avec des races bouchères plus grandes. La vache donne alors naissance à un petit veau qui grandit vite. 
En Australie, cette race s'est développée chez les propriétaires de parc. Les vaches entretiennent l'espace en tondant l'herbe et la taille des veaux est compatible avec celle des congélateurs familiaux. 

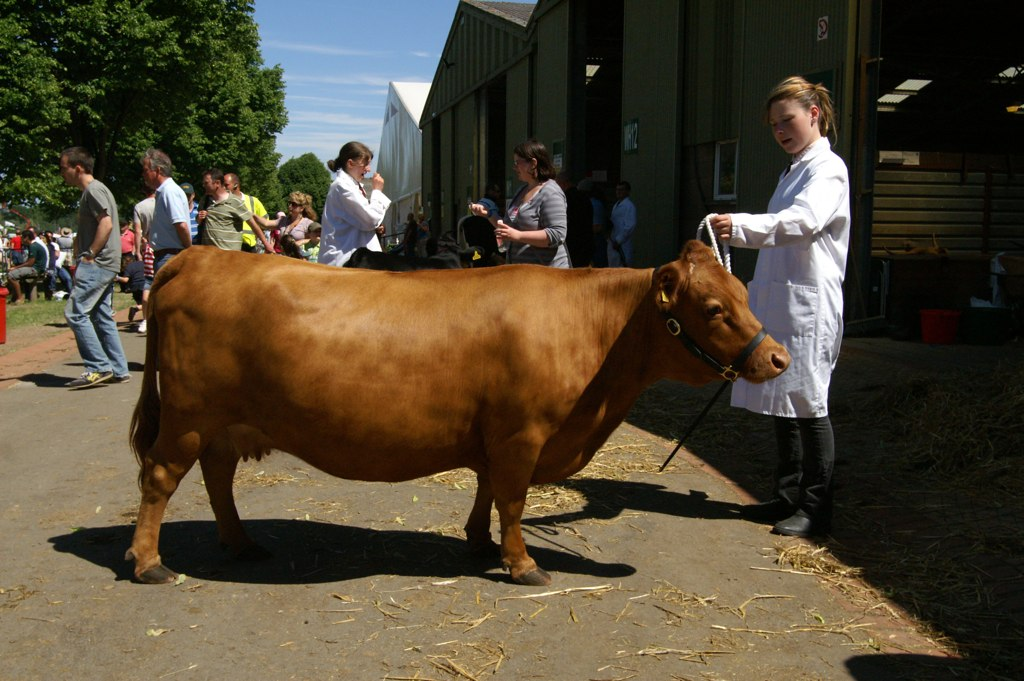
Red dexter.

Son élevage est limité par la fréquence relativement élevée de malformation. (tête de bouledogue et avortement)